# Taku Taniguchi
Taku Taniguchi –en japonés, 谷口卓, Taniguchi Taku– (26 de septiembre de 2001) es un deportista de Japón que compite en natación. Ganó dos medallas de bronce en los Juegos Olímpicos de la Juventud de 2018, en las pruebas de 100 m braza y 4 × 100 m estilos mixto.